# Heliport Arsuk

i7
i11
i13
Der Heliport Arsuk (ICAO-Code: BGAR) ist ein Hubschrauberlandeplatz in Arsuk im südwestlichen Grönland. Da er kein Abfertigungsgebäude besitzt, wird der Heliport auch als Helistop bezeichnet.

## Lage und Ausstattung
Der Heliport liegt etwa 1,5 km östlich des Dorfs, liegt auf einer Höhe von 22 Metern und hat eine mit Schotter bedeckte kreisrunde Landefläche mit einem Durchmesser von 40 m.

## Fluggesellschaften und Ziele
Der Heliport wird von Air Greenland bedient, welche saisonale regelmäßige Flüge zum Heliport Qaqortoq anbietet. Von dort aus kann über den Heliport Narsaq der Flughafen Narsarsuaq erreicht werden.